# همه‌پرسی قانون اساسی تاجیکستان (۱۹۹۹)
همه‌پرسی قانون اساسی در ۲۶ سپتامبر ۱۹۹۹ در تاجیکستان برگزار شد. این تغییرات شامل قانونی کردن احزاب سیاسی مذهبی، معرفی نظام پارلمانی دو مجلسی و افزایش دوره ریاست جمهوری از پنج سال به هفت سال بود. ۷۵ درصد رأی دهندگان با مشارکت ۹۳ درصدی موضوعات به اشتراک گذاشته شده را تأیید کردند. 

## نتایج
| انتخاب                 | انتخاب                 | آراء      | ٪      |
| ---------------------- | ---------------------- | --------- | ------ |
| موافق                  | موافق                  | ۱٬۸۶۰٬۸۰۴ | ۷۵٫۳۲  |
| مخالف                  | مخالف                  | ۶۰۹٬۷۸۷   | ۲۴٫۶۸  |
| کل                     | کل                     | ۲٬۴۷۰٬۵۹۱ | ۱۰۰٫۰۰ |
|                        |                        |           |        |
| آراء معتبر             | آراء معتبر             | ۲٬۴۷۰٬۵۹۱ | ۹۵٫۳۲  |
| آراء نامعتبر/سفید      | آراء نامعتبر/سفید      | ۱۲۱٬۳۱۴   | ۴٫۶۸   |
| کل آراء                | کل آراء                | ۲٬۵۹۱٬۹۰۵ | ۱۰۰٫۰۰ |
| رأی‌دهندگان ثبت‌نام کرده | رأی‌دهندگان ثبت‌نام کرده | ۲٬۸۰۰٬۹۴۷ | ۹۲٫۵۴  |
| منبع: Nohlen et al.    |                        |           |        |